# Clarence Anglin
Clarence Anglin (Donalsonville, 11 de mayo de 1931) fue un criminal estadounidense, conocido por su desaparición al fugarse de la Prisión de Alcatraz el 11 de junio de 1962, junto con su hermano John y otro recluso, Frank Morris, quienes también desaparecieron. Hasta la fecha no hay pruebas concluyentes sobre si los hermanos Anglin y Morris lograron escapar o murieron en el intento. El FBI dedujo que los prófugos habrían muerto ahogados en su intento de fuga.

## Primeros años
Clarence nació en Donalsonville, Georgia, en una familia de 14 hijos (7 hombres y 7 mujeres) que tuvieron George Robert Anglin y Rachael Van Miller Anglin. La familia posteriormente se trasladó a Ruskin, Florida. Trabajó como agricultor y obrero, junto con sus otros hermanos. La primera vez que sorprendieron a Clarence fue cuando intentó robar en una estación de servicio, con apenas 14 años de edad. En la década de 1950 comenzó a robar bancos con sus hermanos y fue detenido en 1956 cuando intentó asaltar el Banco de Columbia, en Alabama. Fueron enviados a la prisión estatal de Florida y luego a la Penitenciaria de Atlanta, donde conoció a Allen West y Frank Morris. Más tarde fue trasladado a la penitenciaría de Leavenworth, para finalmente ser trasladado a Alcatraz. Clarence era conocido por tener un tatuaje que decía "Zona" en su muñeca izquierda y uno de "Nita" en la parte superior de su brazo derecho.

## Alcatraz
Clarence y John fueron enviados a Alcatraz después de haber sido capturados intentando escapar. John llegó el 21 de octubre de 1960 como el recluso Alcatraz AZ1476, y Clarence llegó el 10 de enero de 1961 como el recluso Alcatraz AZ1485. En septiembre de 1961, los hermanos, junto con Morris y West, elaboraron un plan de fuga, el cual llevaron a cabo la noche del 11 de junio de 1962. Los cuatro estuvieron durante meses utilizando cucharas y tenedores para cavar agujeros en la mampostería deteriorada de sus celdas, que estaban aledañas a unos corredores de aire.

## Cultura popular
En 1963, J. Campbell Bruce publicó su libro Escape from Alcatraz (Fuga de Alcatraz), que trata sobre las diversas fugas que tuvieron lugar en la isla de Alcatraz, y en el cual se incluye la de Morris y los hermanos Anglin. La película La fuga de Alcatraz de 1979, fue protagonizada por Clint Eastwood, Fred Ward y Jack Thibeau como Frank Morris, John Anglin y Clarence Anglin, respectivamente. Allen West fue interpretado por Larry Hankin, pero el nombre de su personaje fue cambiado por el de Charlie Butts.

## Últimas investigaciones
El documental Alcatraz: escape y misterio, de la cadena History Channel, muestra la investigación que los sobrinos de Clarence y John Anglin llamados David y Ken Winder llevaron a cabo para aclarar el paradero de sus tíos, los más afamados escapistas de Alcatraz. Con la ayuda del policía judicial retirado Art Roderick, y gracias a nueva evidencia y al análisis llevado a cabo por Michael Streed, experto forense en imágenes faciales, se concluyó en grado muy posible que los hermanos Anglin sean los que aparecen en una fotografía supuestamente tomada años después en Brasil.
Además se llevó a cabo un análisis de ADN con unos restos encontrados 9 meses después del sonado escape, que se presumía era de alguno de los Anglin. Se cotejaron muestras con ADN de un hermano de Clarence y John llamado Alfred Anglin y se encontró que no se relacionan en ningún grado, tanto como 9200 posibilidades a 1 de que fueran los Anglin.
La fotografía fue tomada por su amigo de infancia Fred Brizzi, que se los encontró en algún lugar de Brasil. Si en este momento estuvieran vivos Clarence tendría 90 años y John 91 años, respectivamente.